# Nagypáli
Nagypáli község Zala vármegyében, a Zalaegerszegi járásban, a vasi határhoz közel.

## Fekvése
A település földrajzilag a Dunántúl délnyugati részén, a Közép-zalai dombság, ismert nevén Göcsej és Kemeneshát között fekszik, enyhe lejtésű, széles dombhátakon. Földrajzi koordinátái: északi szélesség 46.9097117° és keleti hosszúság 16.8440747°. Vízrajzilag a Zala folyó vízgyűjtőjéhez tartozik.
A megyeszékhely, Zalaegerszeg északi szomszédságában helyezkedik el, a város központjátől nagyjából 8 kilométerre. A további szomszédos települések: észak felől Lakhegy, kelet felől Egervár, nyugat felől Kispáli, északnyugat felől pedig Nagykutas. Kevés híja van annak, hogy nem határos délkelet felől még Zalaszentivánnal is.

### Megközelítése
Csak közúton érhető el, a 74-es főút Egervártól délre eső szakasza és Kispáli felől egyaránt a 74 148-as számú mellékúton. Egervár központjával egy önkormányzati út köti össze.

## Története
Neve az ismert források közül 1371-ből került elő legkorábbról, Páli formában. A község mai elnevezése először 1742-ben, majd az urbáriumokban bukkant fel, viszont Nagypáli, vagy Nagy Páliként a 18. század végétől olvashatjuk így gyakrabban. A falut véglegesen 1925 után kezdték Nagypáliként emlegetni.
A településen polgárőrség működik.

## Közélete

### Polgármesterei
- 1990–1994: Fazekas István (független)[5]
- 1994–1998: Both Csaba (független)[6]
- 1998–2002: Köcse Tibor (független)[7]
- 2002–2006: Köcse Tibor (független)[8]
- 2006–2010: Köcse Tibor (független)[9]
- 2010–2014: Köcse Tibor (független)[10]
- 2014–2019: Köcse Tibor (független)[11]
- 2019–2024: Köcse Tibor (független)[12]
- 2024– : Köcse Tibor (független)[1]

## Népesség
A település népességének változása:
| Lakosok száma | 477  | 484  | 496  | 551  | 566  | 572  | 569  |
|               | 2013 | 2014 | 2015 | 2021 | 2022 | 2023 | 2024 |

A 2011-es népszámlálás idején a nemzetiségi megoszlás a következő volt: magyar 100%. A lakosok 70,7%-a római katolikusnak, 1,5% reformátusnak, 12,7% felekezeten kívülinek vallotta magát (14,6% nem nyilatkozott).
2022-ben a lakosság 92,9%-a vallotta magát magyarnak, 1,8% németnek, 0,4% szlováknak, 0,2% ukránnak, 0,2% cigánynak, 0,2% örménynek, 3% egyéb, nem hazai nemzetiségűnek (5,8% nem nyilatkozott; a kettős identitások miatt a végösszeg nagyobb lehet 100%-nál). Vallásuk szerint 53,4% volt római katolikus, 2,3% református, 0,4% evangélikus, 0,2% ortodox, 1,6% egyéb keresztény, 1,1% egyéb katolikus, 8,3% felekezeten kívüli (32,9% nem válaszolt).

## Nevezetességei
- Turul-szobor[15]

## Eddigi eredmények, díjak és elismerések

### Falumegújítási Mozgalom
- Magyarországi települések versenyében 2013 évben az első 10 helyezett között végzett a falu, a falumegújítás egyes területén elért eredményéért kitüntették.
- 2015-ben a mozgalom bajnoki címének elnyerése a versenyben részt vevő 36 település közül.
- 2015-ben a mozgalom bajnoki címének elnyerése, mellyel kvalifikáltak a nemzetközi versenyben való indulásra. Tizenegy ország 24 települése pályázott. A Tihanyban rendezett díjátadón a település egyes területén elért eredmény kitüntető címet vehették át 2016. szeptember 9.-én Tihanyban.[16]

### Napkorona Bajnokság
- 2011 bajnokságban 1. helyezés
- 2012 bajnokságban 1. helyezés
- 2015 bajnokságban 2. helyezés.[16]

### Nemzetközi Megújuló Energia Bajnokság
- 2011 évben nemzetközi megújuló energia bajnokságban 8 ország részvételével 5000 ezer lakos alatti kategóriában 600 település közül a második helyezés.[16]

### Virágos Magyarországért mozgalom különdíj
- OGY Fenntartható Fejlődés Bizottsága elismerése.[16]

### Hild János építészeti különdíj
- A település a MUT (Magyar Urbanisztikai Társaság) által meghirdetett versenyen Köztérmegújítási Nívódíj különdíjban részesítette - „NAGYPÁLI CSODÁI” című munkáért.[16]